# Дориантес
Дориантес (лат. Doryanthes) — род однодольных растений, выделяемый в семейство Дориантовые (Doryanthaceae) порядка Спаржецветные (Asparagales).
Семейство было признано систематиками лишь недавно. Система APG III (2009) признает это семейство.

## Ботаническое описание

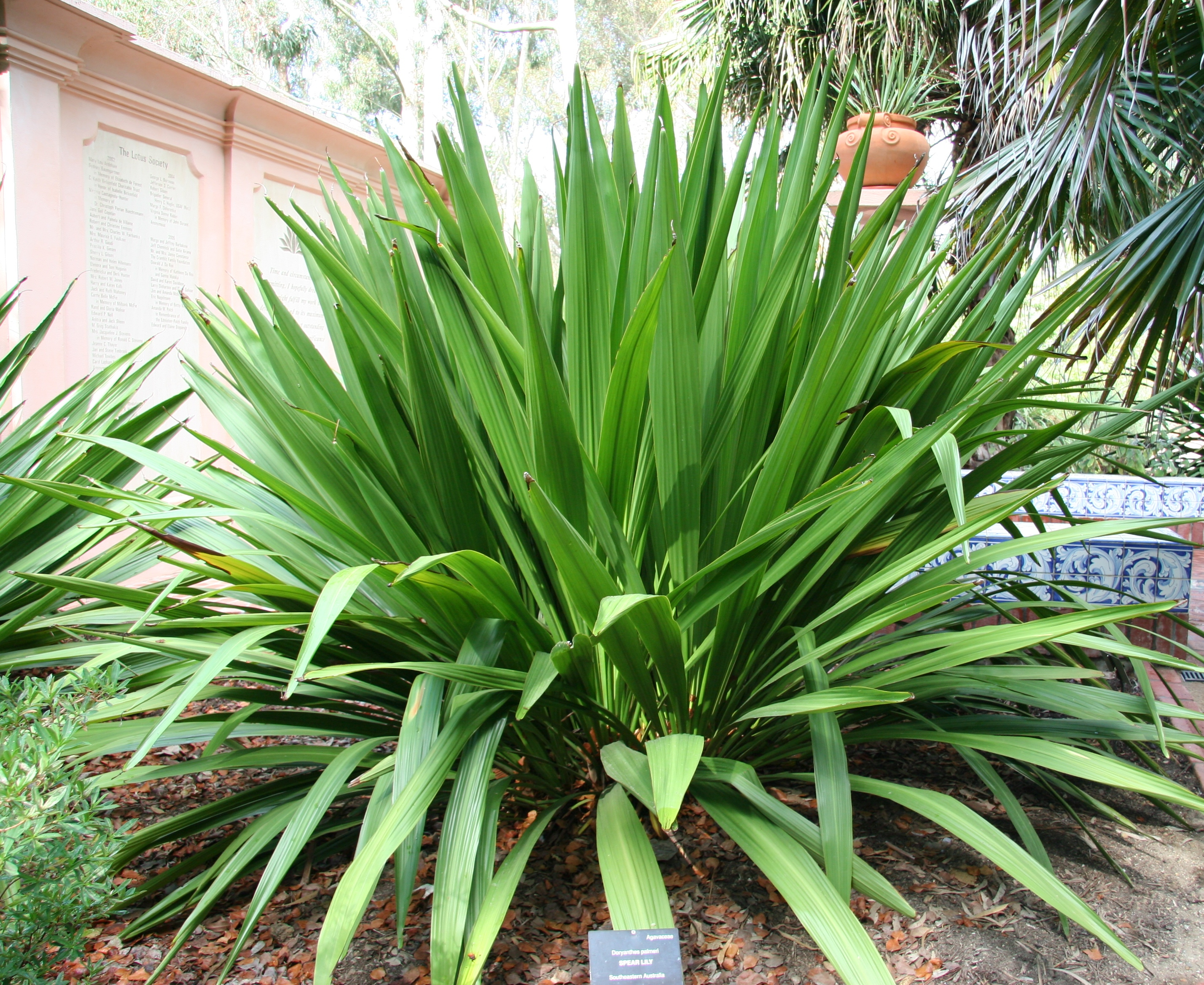
Дориантес Пальмера (Doryanthes palmeri)

Растения формируют прикорневую розетку. До начала цветения должно пройти не менее 10 лет.

## Распространение
Виды рода дориантес распространены преимущественно на побережье Восточной Австралии.

## Условия произрастания
Дориантес — теплолюбивое растение, ему необходима хорошая почва и много воды в теплое время года.
Он растет на песчаных, хорошо дренированных почвах по склонам оврагов, чаще всего обращённых к юго-востоку, иногда встречается и на северных склонах, но, как правило, только в тех случаях, если почва там глинистая.
Дориантес — светолюбивое растение, и выросшие в тени особи заметно уступают по размерам розеток и листьев. Растут дориантесы чаще всего большими группами, где границы каждой популяции очень отчетливы.
Для дориантеса свойственно половое и вегетативное размножение.

## Таксономия
Как правило, в роде дориант выделяют следующие виды:
- Doryanthes excelsa Corrêa — Дориантес высокий
- Doryanthes palmeri W.Hill ex Benth. — Дориантес Пальмера

## История распространения
Дориантес был привезён в Европу в начале ΧΧ века. Его называли одним из чудес растительного царства потому, что впервые привезенный из Австралии стебель дориантеса, не имея подземных органов, вдруг зацвёл. Начиная с 1870 года и по настоящее время дориантес, особенно дориантес Пальмера, широко культивируется на юге Соединённых Штатов Америки и в Мексике.